# Darío José Guitart Manday
Darío José Guitart Manday (Santiago de Cuba, Cuba, 7 de febrero de 1923 - La Habana, Cuba, 18 de marzo de 2000) fue un biólogo y científico cubano. Especialista en ictiología, fue el primer director del Instituto de Oceanología de la Academia de Ciencias de Cuba. 

## Síntesis biográfica
Darío José Guitart Manday nació en la ciudad de Santiago de Cuba, Cuba, el 7 de febrero de 1923. 
Tras el triunfo de la Revolución cubana, el 1 de enero de 1959, Guitart Manday comenzó a impartir clases en la Facultad de Biología de la Universidad de La Habana. 
Poco después, fue designado por el gobierno cubano para fundar el Acuario Nacional de Cuba, en Miramar, La Habana. Tras la terminación de las obras constructivas, fungió como su primer director. 
Posteriormente, en 1965, fue nombrado primer director del Instituto de Oceanología. Fue director de la Facultad de Biología de la Universidad de La Habana, entre 1966 y 1968. 
En esos años, formó parte de los equipos científicos que estudiaron la plataforma insular de Cuba, así como investigaciones oceanográficas en el Mar Caribe y el Golfo de México. 
Tras el derrame de petróleo del barco “Princesa Ana María”, cerca de las costas de Pinar del Río, Guitart Manday fue el principal encargado de las labores de restauración del equilibrio ecológico a la biodiversidad de la región. 
Entre 1982 y 1985, fue delegado territorial de la Academia de Ciencias de Cuba en la Provincia de Holguín. En dicha provincia, se encargó de diseñar las instalaciones del acuario de la Bahía del Naranjo. Por esa misma época, fue asesor del Acuario de Baconao. 
De regreso en La Habana, Guitart Manday volvió a ser director del Acuario Nacional, hasta su jubilación, en 1990. Tras su jubilación, se dedicó a investigar la obra del científico cubano del siglo XIX Felipe Poey. 
Publicó más de 60 artículos científicos, fue profesor titular adjunto de la Universidad de La Habana, presidente fundador de la Cátedra “Felipe Poey” de dicha universidad y publicó en tres tomos la obra de Felipe Poey. 
Darío José Guitart Manday falleció de causas naturales, en La Habana, el 18 de marzo del año 2000. Al fallecer, tenía 77 años. Fue nombrado, post mortem, Profesor de Mérito de la Universidad de La Habana y Académico de Honor de la Academia de Ciencias de Cuba. 
- Datos: Q59195532
- Especies: Darío José Guitart-Manday